# Bădoși
Bădoși – wieś w Rumunii, w okręgu Dolj, w gminie Bratovoești. W 2011 roku liczyła 890 mieszkańców.